# Spiroxya
Spiroxya is een geslacht van sponsdieren uit de klasse van de Demospongiae (gewone sponzen).

## Soorten
- Spiroxya acus (Bavestrello, Calcinai & Sarà, 1995)
- Spiroxya acustella (Annandale, 1915)
- Spiroxya corallophila (Calcinai, Cerrano & Bavestrello, 2002)
- Spiroxya heteroclita Topsent, 1896
- Spiroxya levispira (Topsent, 1898)
- Spiroxya macroxeata (Calcinai, Bavestrello, Cerrano & Sarà, 2001)
- Spiroxya pruvoti (Topsent, 1900)
- Spiroxya sarai (Melone, 1965)
- Spiroxya spiralis (Johnson, 1899)